# 褐柄南蛇藤
褐柄南蛇藤（学名：Celastrus rosthornianus），又名短梗南蛇藤，是卫矛科南蛇藤属的植物。分布在中国大陆的广西、福建、四川、甘肃、安徽、河南、江西、湖北、云南、浙江、湖南、广东、贵州、陕西等地，生长于海拔500米至1,800米的地区，常生长在山坡林缘和丛林下，目前尚未由人工引种栽培。

## 异名
- Celastrus rosthornianus Loesen var. loeseneri (Rehd. et Wils.) C. Y. Wu ex Y. R. Li